# لودوفيك فابريجاس
لودوفيك فابريجاس (بالفرنسية: Ludovic Fabregas) مواليد 1 يوليو 1996 في بيربينيا، هو لاعب كرة يد فرنسي يلعب كمحور. يلعب حاليا مع نادي برشلونة لكرة اليد ويحمل الرقم 27. مثل منتخب فرنسا لكرة اليد. شارك في دورة الألعاب الأولمبية الصيفية سنة 2016.

## سجل المنافسة
شارك في البطولات التالية:
- بطولة أوروبا لكرة اليد للرجال 2016
- الألعاب الأولمبية الصيفية 2016

## الميداليات
| الميدالية | المسابقة                       |
| --------- | ------------------------------ |
| فضية      | الألعاب الأولمبية الصيفية 2016 |

## روابط خارجية
- لودوفيك فابريجاس على موقع الاتحاد الدولي لكرة اليد (الإنجليزية)
- لودوفيك فابريجاس على موقع الاتحاد الأوروبي لكرة اليد (الإنجليزية)
- لودوفيك فابريجاس على موقع الاتحاد الفرنسي لكرة اليد (الفرنسية)
- لودوفيك فابريجاس على موقع اللجنة الأولمبية الدولية (الإنجليزية)
- لودوفيك فابريجاس على موقع أوليمبيديا (الإنجليزية)
- لودوفيك فابريجاس على موقع اللجنة الأولمبية الفرنسية (مؤرشف) (الفرنسية)